# Justo Serna Alonso
Justo Serna Alonso (València, 1959) és un historiador i acadèmic valencià, catedrátic d'Història Contemporània en la Universitat de València. Es va especialitzar en Història Cultural, Social i Historiografia.

## Trajectòria
Inicià les seues investigacions en 1981 amb un estudi d'història sociocultural i posteriorment es va doctorar amb una tesi dedicada als sistemes disciplinaris del Vuitcents. Aquesta vessant sociocultural també s'aprecia en els diversos llibres que ha escrit amb Anaclet Pons, com La ciudad extensa. Amb el temps, aquell aspecte es va anar decantant per la història cultural i historiografia de la història cultural. Així, ambdós són els autors d'un parell de llibres d'especial significat en aquest àmbit: Cómo se escribe la microhistoria (Madrid, Cátedra-Puv, 2000) i La historia cultural (Madrid, Akal, 2005). Així mateix, són els responsables de la traducció i edició de la versió en català del clàssic de Carlo Ginzburg, Il formaggio e i vermi (PUV, 2006).
Serna ha col·laborat amb el diari El País en nombrosos articles tant en premsa escrita com en premsa digital on, fins al 2014, escrivia en el seu bloc del mateix diari anomenat Presente Continuo. Disposa d'un altre blog, Los archivos de Justo Serna, on escriu sobre temes d'actualitat, del passat, les últimes novetats literàries o cinema. També ha escrit en revistes com l'Espill, Mercurio: panorama de libros, Claves de razón práctica, Saitabi (revista de la Facultat de Geografia i Història de la Universitat de València) o Lateral: Revista de Cultura, entre moltes altres.

## Obres destacades
- La historia cultural: autores, obras y lugares. Akal
- La farsa valenciana. Foca. 2013
- Españoles, Franco ha muerto. Punto de Vista. Sílex. 2015
- El pasado no existe. Punto de Vista. 2016
- El lector impenitente. Ipso ediciones. Colección Baroja & Yo. (2018)